# Gối ôm

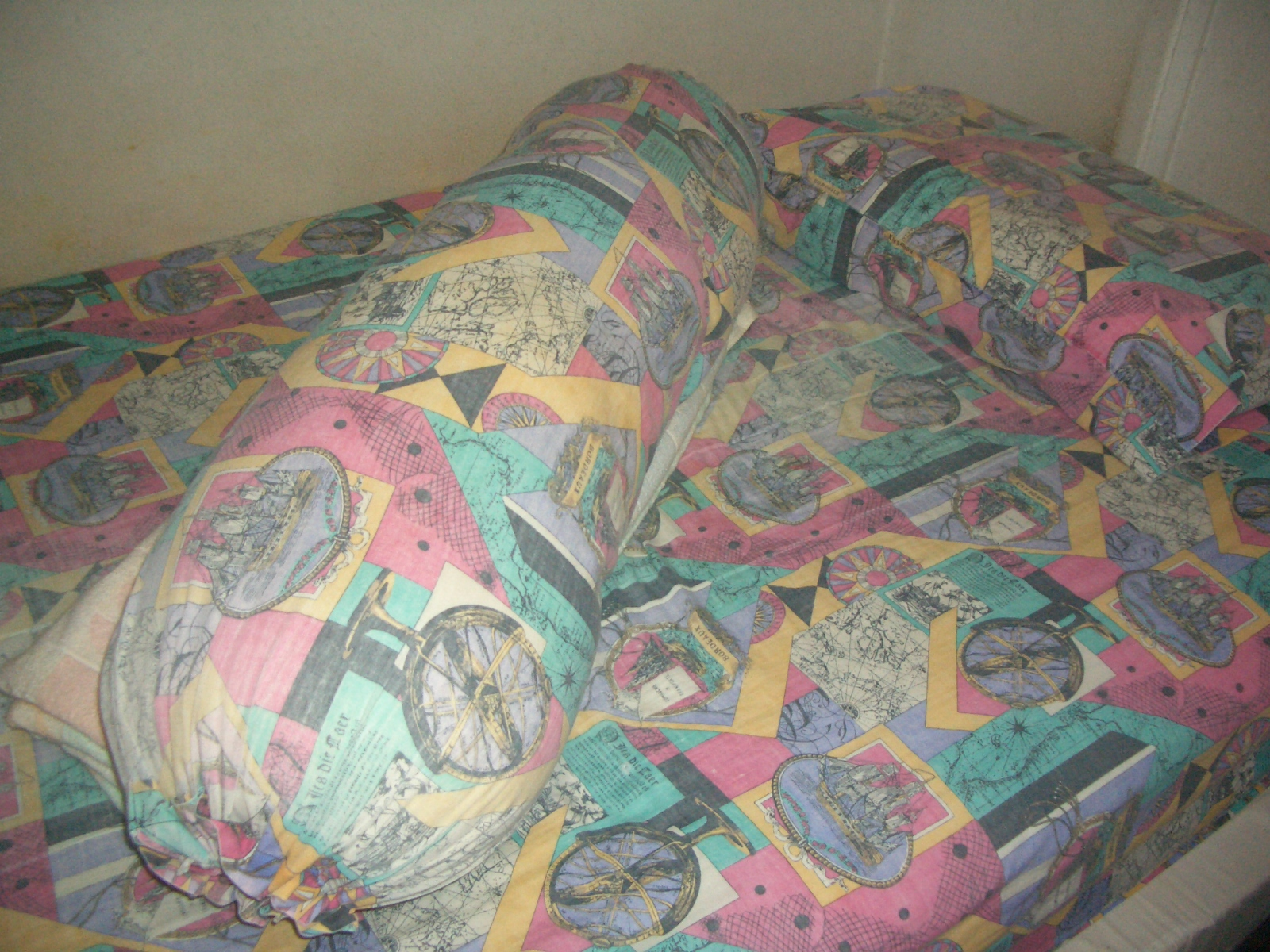
Hình chụp gối (phải) và gối ôm (trái)

Gối ôm là một loại gối có hình dạng ống tuýp dài, được thiết kế để ôm khi ngủ. Giống như gối bình thường, các gối ôm được nhồi bằng bông gòn, lông vũ hay các vật liệu sợi khác, hoặc có khi bên trong gối là không khí như các loại gối hơi. Ởcác nước phương Tây, chức năng của nó không hẳn là để ôm - như ở các nước thuộc Nam Á và Đông Nam Á - mà để kê đầu và cổ như các loại gối đầu. Tuy nhiên, tại Hoa Kỳ có thịnh hành một loại gối gọi là "gối cơ thể" có hình dạng tương tự và được dùng đúng trong việc ôm.
Trong tiếng Anh, gối ôm được gọi là "bolster", bắt nguồn từ chữ "ƀulstraz" của tiếng Giécmanh cổ. Tên "bão chẩm" (枕抱) trong tiếng Trung và dakimakura (抱き枕) trong tiếng Nhật cũng có nghĩa là "gối ôm". Trong tiếng Quảng Đông, loại gối này được gọi là "Lam Chum". Trong tiếng Philippines, gối ôm được gọi là "gối hotdog" hay gọi bằng tên bản ngữ là "tandayan" vì hình dạng của nó giống như chiếc bánh hotdog. Người Indonesia và Mã Lai gọi nó là "bantal peluk" hay "bantal guling". Ở Ấn Độ, Pakistan và các nước trong khu vực Nam Á, tên của nó là Gao-Takkiya.
Một loại gối ôm làm bằng trúc mang tên Trúc phu nhân (竹夫人) theo truyền thống được cho là sản phẩm của các bà vợ tặng chồng trước một chuyến đi xa, để khi đêm tối cô đơn, chồng ôm gối cũng như là ôm vợ.